# Dino (Familia Flintstone)
Dino este un personaj fictiv din seria de desene animate Familia Flintstone.

## Despre personaj
Dino este dinozaurul de companie gălăgios al familiei Flintstone. Fred l-a luat pentru a păzi casa familiei Flintstone, dar gălăgiosul Dino preferă să doarmă pe patul stăpânului decât să facă de pază noaptea. Dino îl trântește la pământ pe Fred Flintstone de fiecare dată când se întoarce de la lucru, apoi îl ține treaz noaptea cu gălăgia lui!

## Voci

### În română
- Richard Balint (toate dublajele)